# 北村山郡

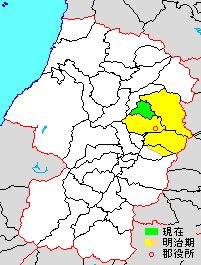
山形県北村山郡の範囲（緑：大石田町）

北村山郡（きたむらやまぐん）は、山形県の郡。
人口5,740人、面積79.54km²、人口密度72.2人/km²。（2025年3月1日、推計人口）
以下の1町を含む。
- 大石田町（おおいしだまち）

## 郡域
1878年（明治11年）に行政区画として発足した当時の郡域は、上記1町のほか、下記の区域にあたる。
- 村山市
- 東根市
- 尾花沢市
- 天童市の一部（山口・河原子・道満・乱川・田麦野）

## 歴史

### 郡発足までの沿革
- 幕末時点では出羽国に所属した。「旧高旧領取調帳」に記載されている明治初年時点での、村山郡のうち後の本郡域の支配は以下の通り。幕府領は長岡代官所が管轄。●は村内に寺社領が存在。（2町110村）

| 知行   | 知行       | 村数     | 村名 |
| ------ | ---------- | -------- | --- |
| 幕府領 | 幕府領     | 2町 48村 | 道満村、●山口村、●田麦野村、関山村、野田村、島大堀村、藤助新田、川除村、神町村、大林新田、小林新田、六田村、湯沢村、林崎村、櫤山村、長島村、大石田村、大石田本町、大石田四日町、延沢村、畑沢村、細野村、鶴子村、上柳渡戸村、下柳渡戸村、銀山新畑村、尾花沢村、芦沢村、丹生村、正厳村、二藤袋村、朧気村、午房野村、岩谷沢村、南沢村、高橋村、関谷村、矢越村、母袋村、市野々村、中島村、名木沢村、北郷村、坂本村、野黒沢村、五十沢村、押切村、行沢村、今宿村、鶴巻田村 |
| 藩領   | 蝦夷館藩   | 32村     | 東根村、原方村、万善寺村、沢渡村、後沢村、観音寺村、沼沢村、伝兵衛長右衛門新田、幾右衛門新田、大江新田、太田新田、名和新田、猪野沢村、野川村、宮崎村、名取村、本飯田村、土生田村、荻袋村、喜右衛門新田、毒沢村、鷹巣村、駒籠村、寺内村、海谷村、岩ヶ袋村、大浦村、次年子村、川前村、深堀村、板垣新田、中島新田 |
| 藩領   | 出羽新庄藩 | 13村     | 湯野沢村、樽石村、長善寺村、大久保村、宝田村、横山村、富並村、大槇村、稲下村、白鳥村、上野村、山内村、田沢村 |
| 藩領   | 常陸土浦藩 | 7村      | 蟹沢村、松沢村、杉島村、塩川村、河原子村、乱川村、荷口村 |
| 藩領   | 出羽長瀞藩 | 4村      | 長瀞村、六沢村、上ノ畑村、原田村 |
| 藩領   | 出羽天童藩 | 2村      | 羽入村、郡山村 |
| 藩領   | 上野館林藩 | 3村      | 楯岡村、大淀村、今町村 |
| 藩領   | 下総佐倉藩 | 1村      | 新大石田村 |

- 慶応4年9月29日（1868年11月13日） - 戊辰戦争後の処分により幕府領が酒田民政局の管轄となる。
- 明治元年
  - 12月7日（1869年1月19日） - 出羽国が分割され、村山郡は羽前国の所属となる。
  - 12月18日（1869年1月30日） - 戊辰戦争後の処分により天童藩が減封。領地の一部が酒田民政局の管轄となる[注 1]。
  - 12月22日（1869年2月3日） - 戊辰戦争後の処分により上山藩が減封。領地の一部が酒田民政局の管轄となる。
- 明治2年
  - 7月26日（1869年9月2日） - 酒田民政局の管轄区域に酒田県（第1次）が発足。
  - 11月11日（1869年12月13日） - 長瀞藩が藩庁を移転して上総大網藩となり、それにともなう領地替えで郡内の領地が酒田県（第1次）の管轄となる。
- 明治3年9月28日（1870年10月17日） - 酒田県（第1次）が県庁移転・改称して山形県となり、館藩・土浦藩・館林藩・佐倉藩の領地も管轄[注 2]。
- 明治4年
  - 7月14日（1871年8月19日） - 廃藩置県により藩領が新庄県、天童県の管轄となる。
  - 8月29日（1871年10月23日） - 天童県が廃止され、山形県に編入。
  - 11月2日（1871年12月13日） - 第1次府県統合により、全域が山形県（第2次）の管轄となる。
- 明治6年（1873年）
  - 後の東村山郡域に同名の村が存在した深堀村が豊田村に改称。
  - 後の南村山郡域に同名の村が存在した上野村が岩野村に改称。
- 明治8年（1875年） - 喜右衛門新田が荻袋村に合併。（2町108村）
- 明治9年（1876年）（2町106村）
  - 関谷村・矢越村が合併して富山村となる。
  - 坂本村が北郷村に、宝田村が大久保村にそれぞれ合併。
- 明治10年（1877年） - 川除村が今町村に合併。（2町105村）

### 郡発足後の沿革
- 明治11年（1878年）
  - 11月1日 - 郡区町村編制法の山形県での施行により、村山郡のうち2町105村に行政区画としての北村山郡が発足。郡役所が楯岡村に設置。
  - 杉島村・塩川村が合併して河島村となる。（2町104村）
- 明治13年（1880年） - 沢渡村・後沢村が合併して白水村となる。（2町103村）
- 明治20年（1887年） - 小林新田・原方村・宮崎村が東根村に、大石田本町・大石田四日町・新大石田村が大石田村にそれぞれ合併。（99村）

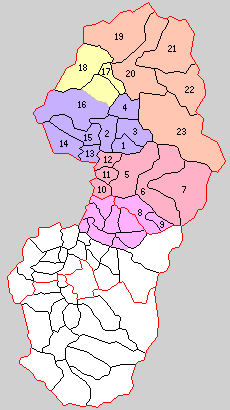
1.楯岡村 2.西郷村 3.大倉村 4.袖崎村 5.東根村 6.東郷村 7.高崎村 8.山口村 9.田麦野村 10.大富村 11.小田島村 12.長瀞村 13.大久保村 14.富本村 15.戸沢村 16.大高根村 17.大石田村 18.亀井田村 19.福原村 20.尾花沢村 21.宮沢村 22.玉野村 23.常盤村（紫：村山市 桃：天童市 赤：東根市 橙：尾花沢市 黄：大石田町）

- 明治22年（1889年）4月1日 - 町村制の施行により以下の町村が発足。（23村）
  - 楯岡村 ← 楯岡村、湯沢村（現・村山市）
  - 西郷村 ← 名取村、大淀村、長島村、河島村（現・村山市）
  - 大倉村 ← 林崎村、櫤山村（現・村山市）
  - 袖崎村 ← 土生田村、本飯田村（現・村山市）、五十沢村（現・村山市、尾花沢市）
  - 東根村 ← 東根村、六田村、神町村、板垣新田、中島新田、大林新田（現・東根市）
  - 東郷村 ← 野川村、沼沢村、猪野沢村、白水村、万善寺村、太田新田、幾右衛門新田（現・東根市）
  - 高崎村 ← 観音寺村、関山村、名和新田、大江新田（現・東根市）
  - 山口村 ← 山口村、河原子村、道満村、乱川村（現・天童市）
  - 田麦野村（単独村制、現・天童市）
  - 大富村 ← 羽入村、荷口村、藤助新田（現・東根市）
  - 小田島村 ← 蟹沢村、野田村、郡山村、島大堀村（現・東根市）
  - 長瀞村 ← 長瀞村、松沢村、伝兵衛長右衛門新田（現・東根市）
  - 大久保村（単独村制、現・村山市）
  - 富本村 ← 湯野沢村、岩野村（現・村山市）
  - 戸沢村 ← 樽石村、稲下村、長善寺村、大槇村（現・村山市）
  - 大高根村 ← 富並村、山内村、白鳥村（現・村山市）、田沢村（現・村山市、大石田町）、横山村（現・大石田町）
  - 大石田村 ← 大石田村、今宿村（現・大石田町）
  - 亀井田村 ← 川前村、豊田村、海谷村、岩ヶ袋村、鷹巣村、大浦村、駒籠村、次年子村（現・大石田町）
  - 福原村 ← 芦沢村、名木沢村、毒沢村、寺内村、南沢村、野黒沢村、荻袋村（現・尾花沢市）
  - 尾花沢村 ← 尾花沢村、朧気村、二藤袋村、午房野村（現・尾花沢市）
  - 宮沢村 ← 正厳村、丹生村、高橋村、行沢村、中島村、押切村、岩谷沢村、市野々村、富山村（現・尾花沢市）
  - 玉野村 ← 上柳渡戸村、下柳渡戸村、銀山新畑村、上ノ畑村、母袋村、原田村、北郷村、鶴巻田村（現・尾花沢市）
  - 常盤村 ← 延沢村、細野村、畑沢村、鶴子村、六沢村（現・尾花沢市）
  - 今町村が東村山郡成生村の一部となる。
- 明治24年（1891年）4月1日 - 郡制を施行。
- 明治25年（1892年）3月15日 - 楯岡村が町制施行して楯岡町となる。（1町22村）
- 明治29年（1896年）6月15日 - 東根村が町制施行して東根町となる。（2町21村）
- 明治30年（1897年）
  - 4月22日 - 大石田村が町制施行して大石田町となる。（3町20村）
  - 7月26日 - 尾花沢村が町制施行して尾花沢町となる。（4町19村）
- 明治34年（1901年）5月1日 - 大高根村の一部（横山・田沢）が分立して横山村が発足。（4町20村）
- 大正12年（1923年）4月1日 - 郡会が廃止。郡役所は存続。
- 大正15年（1926年）7月1日 - 郡役所が廃止。以降は地域区分名称となる。
- 昭和12年（1942年）7月1日 - 「北村山地方事務所」が楯岡町に設置され、本郡を管轄。
- 昭和29年（1954年）
  - 8月1日 - 東根町・東郷村・高崎村・大富村・小田島村・長瀞村が合併し、改めて東根町が発足。（4町15村）
  - 10月1日
    - 尾花沢町・福原村・宮沢村・玉野村・常盤村が合併し、改めて尾花沢町が発足。（4町11村）
    - 田麦野村・山口村が東村山郡天童町・成生村・蔵増村・津山村・寺津村と合併して東村山郡天童町（現・天童市）が発足。（4町9村）

  - 11月1日 - 楯岡町・西郷村・大倉村・大久保村・富本村・戸沢村が合併して村山市が発足し、郡より離脱。（3町4村）
  - 12月1日 - 袖崎村が村山市に編入。（3町3村）
- 昭和30年（1955年）1月1日（3町）
  - 大石田町・亀井田村・横山村が合併し、改めて大石田町が発足。
  - 大高根村が村山市に編入。
  - 4月1日 - 尾花沢町が村山市の一部（五十沢の一部[注 3]）を編入。
  - 10月10日 - 大石田町の一部（田沢の一部[注 4]）が村山市に編入。
- 昭和33年（1958年）11月3日 - 東根町が市制施行して東根市となり、郡より離脱。（2町）
- 昭和34年（1959年）4月10日 - 尾花沢町が市制施行して尾花沢市となり、郡より離脱。（1町）
- 平成13年（2001年） - 北村山地方事務所が廃止。「村山総合支庁」が山形市に設置され、山形市・寒河江市・上山市・村山市・天童市・東根市・尾花沢市・東村山郡・西村山郡とともに管轄。

### 変遷表
| 明治以前           | 明治以前           | 明治初年 - 明治22年 | 明治22年 4月1日 町村制施行 | 明治22年 - 昭和25年           | 昭和26年 - 昭和30年                  | 昭和26年 - 昭和30年                  | 昭和31年 - 現在               | 現在     |
| ------------------ | ------------------ | ------------------- | -------------------------- | ----------------------------- | ------------------------------------ | ------------------------------------ | ----------------------------- | -------- |
| 大石田村           | 大石田村           | 明治20年 大石田村   | 大石田村                   | 明治30年4月22日 町制 大石田町 | 昭和30年1月1日 大石田町              | 大石田町                             | 大石田町                      | 大石田町 |
| 大石田本町         |                    | 明治20年 大石田村   | 大石田村                   | 明治30年4月22日 町制 大石田町 | 昭和30年1月1日 大石田町              | 大石田町                             | 大石田町                      | 大石田町 |
| 大石田四日町       |                    | 明治20年 大石田村   | 大石田村                   | 明治30年4月22日 町制 大石田町 | 昭和30年1月1日 大石田町              | 大石田町                             | 大石田町                      | 大石田町 |
| 新大石田村         |                    | 明治20年 大石田村   | 大石田村                   | 明治30年4月22日 町制 大石田町 | 昭和30年1月1日 大石田町              | 大石田町                             | 大石田町                      | 大石田町 |
| 今宿村             | 今宿村             | 今宿村              | 大石田村                   | 明治30年4月22日 町制 大石田町 | 昭和30年1月1日 大石田町              | 大石田町                             | 大石田町                      | 大石田町 |
| 川前村             | 川前村             | 川前村              | 亀井田村                   | 亀井田村                      | 昭和30年1月1日 大石田町              | 大石田町                             | 大石田町                      | 大石田町 |
| 深堀村             | 深堀村             | 明治6年 改称 豊田村 | 亀井田村                   | 亀井田村                      | 昭和30年1月1日 大石田町              | 大石田町                             | 大石田町                      | 大石田町 |
| 海谷村             | 海谷村             | 海谷村              | 亀井田村                   | 亀井田村                      | 昭和30年1月1日 大石田町              | 大石田町                             | 大石田町                      | 大石田町 |
| 岩ヶ袋村           | 岩ヶ袋村           | 岩ヶ袋村            | 亀井田村                   | 亀井田村                      | 昭和30年1月1日 大石田町              | 大石田町                             | 大石田町                      | 大石田町 |
| 鷹巣村             | 鷹巣村             | 鷹巣村              | 亀井田村                   | 亀井田村                      | 昭和30年1月1日 大石田町              | 大石田町                             | 大石田町                      | 大石田町 |
| 大浦村             | 大浦村             | 大浦村              | 亀井田村                   | 亀井田村                      | 昭和30年1月1日 大石田町              | 大石田町                             | 大石田町                      | 大石田町 |
| 駒籠村             | 駒籠村             | 駒籠村              | 亀井田村                   | 亀井田村                      | 昭和30年1月1日 大石田町              | 大石田町                             | 大石田町                      | 大石田町 |
| 次年子村           | 次年子村           | 次年子村            | 亀井田村                   | 亀井田村                      | 昭和30年1月1日 大石田町              | 大石田町                             | 大石田町                      | 大石田町 |
| 横山村             | 横山村             | 横山村              | 大高根村                   | 明治34年5月1日 分立 横山村    | 昭和30年1月1日 大石田町              | 大石田町                             | 大石田町                      | 大石田町 |
| 田沢村             | 一部を除く         | 田沢村              | 大高根村                   | 明治34年5月1日 分立 横山村    | 昭和30年1月1日 大石田町              | 大石田町                             | 大石田町                      | 大石田町 |
| 田沢村             | 一部               | 田沢村              | 大高根村                   | 明治34年5月1日 分立 横山村    | 昭和30年1月1日 大石田町              | 昭和30年4月1日 村山市に編入          | 村山市                        | 村山市   |
| 富並村             | 富並村             | 富並村              | 大高根村                   | 大高根村                      | 昭和30年1月1日 村山市に編入          | 村山市                               | 村山市                        | 村山市   |
| 山内村             | 山内村             | 山内村              | 大高根村                   | 大高根村                      | 昭和30年1月1日 村山市に編入          | 村山市                               | 村山市                        | 村山市   |
| 白鳥村             | 白鳥村             | 白鳥村              | 大高根村                   | 大高根村                      | 昭和30年1月1日 村山市に編入          | 村山市                               | 村山市                        | 村山市   |
| 楯岡村             | 楯岡村             | 楯岡村              | 楯岡村                     | 明治25年3月18日 町制 楯岡町   | 昭和29年11月1日 村山市               | 村山市                               | 村山市                        | 村山市   |
| 湯沢村             | 湯沢村             | 湯沢村              | 楯岡村                     | 明治25年3月18日 町制 楯岡町   | 昭和29年11月1日 村山市               | 村山市                               | 村山市                        | 村山市   |
| 名取村             | 名取村             | 名取村              | 西郷村                     | 西郷村                        | 昭和29年11月1日 村山市               | 村山市                               | 村山市                        | 村山市   |
| 大淀村             | 大淀村             | 大淀村              | 西郷村                     | 西郷村                        | 昭和29年11月1日 村山市               | 村山市                               | 村山市                        | 村山市   |
| 長島村             | 長島村             | 長島村              | 西郷村                     | 西郷村                        | 昭和29年11月1日 村山市               | 村山市                               | 村山市                        | 村山市   |
| 杉島村             | 杉島村             | 明治11年 河島村     | 西郷村                     | 西郷村                        | 昭和29年11月1日 村山市               | 村山市                               | 村山市                        | 村山市   |
| 塩川村             |                    | 明治11年 河島村     | 西郷村                     | 西郷村                        | 昭和29年11月1日 村山市               | 村山市                               | 村山市                        | 村山市   |
| 林崎村             | 林崎村             | 林崎村              | 大倉村                     | 大倉村                        | 昭和29年11月1日 村山市               | 村山市                               | 村山市                        | 村山市   |
| 櫤山村             | 櫤山村             | 櫤山村              | 大倉村                     | 大倉村                        | 昭和29年11月1日 村山市               | 村山市                               | 村山市                        | 村山市   |
| 大久保村           | 大久保村           | 明治9年 大久保村    | 大久保村                   | 大久保村                      | 昭和29年11月1日 村山市               | 村山市                               | 村山市                        | 村山市   |
| 宝田村             |                    | 明治9年 大久保村    | 大久保村                   | 大久保村                      | 昭和29年11月1日 村山市               | 村山市                               | 村山市                        | 村山市   |
| 湯野沢村           | 湯野沢村           | 湯野沢村            | 富本村                     | 富本村                        | 昭和29年11月1日 村山市               | 村山市                               | 村山市                        | 村山市   |
| 上野村             | 上野村             | 明治6年 改称 岩野村 | 富本村                     | 富本村                        | 昭和29年11月1日 村山市               | 村山市                               | 村山市                        | 村山市   |
| 樽石村             | 樽石村             | 樽石村              | 戸沢村                     | 戸沢村                        | 昭和29年11月1日 村山市               | 村山市                               | 村山市                        | 村山市   |
| 稲下村             | 稲下村             | 稲下村              | 戸沢村                     | 戸沢村                        | 昭和29年11月1日 村山市               | 村山市                               | 村山市                        | 村山市   |
| 長善寺村           | 長善寺村           | 長善寺村            | 戸沢村                     | 戸沢村                        | 昭和29年11月1日 村山市               | 村山市                               | 村山市                        | 村山市   |
| 大槇村             | 大槇村             | 大槇村              | 戸沢村                     | 戸沢村                        | 昭和29年11月1日 村山市               | 村山市                               | 村山市                        | 村山市   |
| 土生田村           | 土生田村           | 土生田村            | 袖崎村                     | 袖崎村                        | 昭和29年12月1日 村山市に編入         | 村山市                               | 村山市                        | 村山市   |
| 本飯田村           | 本飯田村           | 本飯田村            | 袖崎村                     | 袖崎村                        | 昭和29年12月1日 村山市に編入         | 村山市                               | 村山市                        | 村山市   |
| 五十沢村           | 一部を除く         | 五十沢村            | 袖崎村                     | 袖崎村                        | 昭和29年12月1日 村山市に編入         | 村山市                               | 村山市                        | 村山市   |
| 五十沢村           | 一部               | 五十沢村            | 袖崎村                     | 袖崎村                        | 昭和29年12月1日 村山市に編入         | 昭和30年10月10日 尾花沢市に編入      | 昭和34年4月10日 市制 尾花沢市 | 尾花沢市 |
| 尾花沢村           | 尾花沢村           | 尾花沢村            | 尾花沢村                   | 明治30年7月26日 町制 尾花沢町 | 昭和29年10月1日 尾花沢町             | 昭和29年10月1日 尾花沢町             | 昭和34年4月10日 市制 尾花沢市 | 尾花沢市 |
| 朧気村             | 朧気村             | 朧気村              | 尾花沢村                   | 明治30年7月26日 町制 尾花沢町 | 昭和29年10月1日 尾花沢町             | 昭和29年10月1日 尾花沢町             | 昭和34年4月10日 市制 尾花沢市 | 尾花沢市 |
| 二藤袋村           | 二藤袋村           | 二藤袋村            | 尾花沢村                   | 明治30年7月26日 町制 尾花沢町 | 昭和29年10月1日 尾花沢町             | 昭和29年10月1日 尾花沢町             | 昭和34年4月10日 市制 尾花沢市 | 尾花沢市 |
| 午房野村           | 午房野村           | 午房野村            | 尾花沢村                   | 明治30年7月26日 町制 尾花沢町 | 昭和29年10月1日 尾花沢町             | 昭和29年10月1日 尾花沢町             | 昭和34年4月10日 市制 尾花沢市 | 尾花沢市 |
| 芦沢村             | 芦沢村             | 芦沢村              | 福原村                     | 福原村                        | 昭和29年10月1日 尾花沢町             | 昭和29年10月1日 尾花沢町             | 昭和34年4月10日 市制 尾花沢市 | 尾花沢市 |
| 名木沢村           | 名木沢村           | 名木沢村            | 福原村                     | 福原村                        | 昭和29年10月1日 尾花沢町             | 昭和29年10月1日 尾花沢町             | 昭和34年4月10日 市制 尾花沢市 | 尾花沢市 |
| 毒沢村             | 毒沢村             | 毒沢村              | 福原村                     | 福原村                        | 昭和29年10月1日 尾花沢町             | 昭和29年10月1日 尾花沢町             | 昭和34年4月10日 市制 尾花沢市 | 尾花沢市 |
| 寺内村             | 寺内村             | 寺内村              | 福原村                     | 福原村                        | 昭和29年10月1日 尾花沢町             | 昭和29年10月1日 尾花沢町             | 昭和34年4月10日 市制 尾花沢市 | 尾花沢市 |
| 南沢村             | 南沢村             | 南沢村              | 福原村                     | 福原村                        | 昭和29年10月1日 尾花沢町             | 昭和29年10月1日 尾花沢町             | 昭和34年4月10日 市制 尾花沢市 | 尾花沢市 |
| 野黒沢村           | 野黒沢村           | 野黒沢村            | 福原村                     | 福原村                        | 昭和29年10月1日 尾花沢町             | 昭和29年10月1日 尾花沢町             | 昭和34年4月10日 市制 尾花沢市 | 尾花沢市 |
| 荻袋村             | 荻袋村             | 明治8年 荻袋村      | 福原村                     | 福原村                        | 昭和29年10月1日 尾花沢町             | 昭和29年10月1日 尾花沢町             | 昭和34年4月10日 市制 尾花沢市 | 尾花沢市 |
| 喜右衛門新田       |                    | 明治8年 荻袋村      | 福原村                     | 福原村                        | 昭和29年10月1日 尾花沢町             | 昭和29年10月1日 尾花沢町             | 昭和34年4月10日 市制 尾花沢市 | 尾花沢市 |
| 正厳村             | 正厳村             | 正厳村              | 宮沢村                     | 宮沢村                        | 昭和29年10月1日 尾花沢町             | 昭和29年10月1日 尾花沢町             | 昭和34年4月10日 市制 尾花沢市 | 尾花沢市 |
| 丹生村             | 丹生村             | 丹生村              | 宮沢村                     | 宮沢村                        | 昭和29年10月1日 尾花沢町             | 昭和29年10月1日 尾花沢町             | 昭和34年4月10日 市制 尾花沢市 | 尾花沢市 |
| 高橋村             | 高橋村             | 高橋村              | 宮沢村                     | 宮沢村                        | 昭和29年10月1日 尾花沢町             | 昭和29年10月1日 尾花沢町             | 昭和34年4月10日 市制 尾花沢市 | 尾花沢市 |
| 行沢村             | 行沢村             | 行沢村              | 宮沢村                     | 宮沢村                        | 昭和29年10月1日 尾花沢町             | 昭和29年10月1日 尾花沢町             | 昭和34年4月10日 市制 尾花沢市 | 尾花沢市 |
| 中島村             | 中島村             | 中島村              | 宮沢村                     | 宮沢村                        | 昭和29年10月1日 尾花沢町             | 昭和29年10月1日 尾花沢町             | 昭和34年4月10日 市制 尾花沢市 | 尾花沢市 |
| 押切村             | 押切村             | 押切村              | 宮沢村                     | 宮沢村                        | 昭和29年10月1日 尾花沢町             | 昭和29年10月1日 尾花沢町             | 昭和34年4月10日 市制 尾花沢市 | 尾花沢市 |
| 岩谷沢村           | 岩谷沢村           | 岩谷沢村            | 宮沢村                     | 宮沢村                        | 昭和29年10月1日 尾花沢町             | 昭和29年10月1日 尾花沢町             | 昭和34年4月10日 市制 尾花沢市 | 尾花沢市 |
| 市野々村           | 市野々村           | 市野々村            | 宮沢村                     | 宮沢村                        | 昭和29年10月1日 尾花沢町             | 昭和29年10月1日 尾花沢町             | 昭和34年4月10日 市制 尾花沢市 | 尾花沢市 |
| 関谷村             | 関谷村             | 明治9年 富山村      | 宮沢村                     | 宮沢村                        | 昭和29年10月1日 尾花沢町             | 昭和29年10月1日 尾花沢町             | 昭和34年4月10日 市制 尾花沢市 | 尾花沢市 |
| 矢越村             |                    | 明治9年 富山村      | 宮沢村                     | 宮沢村                        | 昭和29年10月1日 尾花沢町             | 昭和29年10月1日 尾花沢町             | 昭和34年4月10日 市制 尾花沢市 | 尾花沢市 |
| 上柳渡戸村         | 上柳渡戸村         | 上柳渡戸村          | 玉野村                     | 玉野村                        | 昭和29年10月1日 尾花沢町             | 昭和29年10月1日 尾花沢町             | 昭和34年4月10日 市制 尾花沢市 | 尾花沢市 |
| 下柳渡戸村         | 下柳渡戸村         | 下柳渡戸村          | 玉野村                     | 玉野村                        | 昭和29年10月1日 尾花沢町             | 昭和29年10月1日 尾花沢町             | 昭和34年4月10日 市制 尾花沢市 | 尾花沢市 |
| 銀山新畑村         | 銀山新畑村         | 銀山新畑村          | 玉野村                     | 玉野村                        | 昭和29年10月1日 尾花沢町             | 昭和29年10月1日 尾花沢町             | 昭和34年4月10日 市制 尾花沢市 | 尾花沢市 |
| 上ノ畑村           | 上ノ畑村           | 上ノ畑村            | 玉野村                     | 玉野村                        | 昭和29年10月1日 尾花沢町             | 昭和29年10月1日 尾花沢町             | 昭和34年4月10日 市制 尾花沢市 | 尾花沢市 |
| 母袋村             | 母袋村             | 母袋村              | 玉野村                     | 玉野村                        | 昭和29年10月1日 尾花沢町             | 昭和29年10月1日 尾花沢町             | 昭和34年4月10日 市制 尾花沢市 | 尾花沢市 |
| 原田村             | 原田村             | 原田村              | 玉野村                     | 玉野村                        | 昭和29年10月1日 尾花沢町             | 昭和29年10月1日 尾花沢町             | 昭和34年4月10日 市制 尾花沢市 | 尾花沢市 |
| 北郷村             | 北郷村             | 明治9年 北郷村      | 玉野村                     | 玉野村                        | 昭和29年10月1日 尾花沢町             | 昭和29年10月1日 尾花沢町             | 昭和34年4月10日 市制 尾花沢市 | 尾花沢市 |
| 坂本村             |                    | 明治9年 北郷村      | 玉野村                     | 玉野村                        | 昭和29年10月1日 尾花沢町             | 昭和29年10月1日 尾花沢町             | 昭和34年4月10日 市制 尾花沢市 | 尾花沢市 |
| 鶴巻田村           | 鶴巻田村           | 鶴巻田村            | 玉野村                     | 玉野村                        | 昭和29年10月1日 尾花沢町             | 昭和29年10月1日 尾花沢町             | 昭和34年4月10日 市制 尾花沢市 | 尾花沢市 |
| 延沢村             | 延沢村             | 延沢村              | 常盤村                     | 常盤村                        | 昭和29年10月1日 尾花沢町             | 昭和29年10月1日 尾花沢町             | 昭和34年4月10日 市制 尾花沢市 | 尾花沢市 |
| 細野村             | 細野村             | 細野村              | 常盤村                     | 常盤村                        | 昭和29年10月1日 尾花沢町             | 昭和29年10月1日 尾花沢町             | 昭和34年4月10日 市制 尾花沢市 | 尾花沢市 |
| 畑沢村             | 畑沢村             | 畑沢村              | 常盤村                     | 常盤村                        | 昭和29年10月1日 尾花沢町             | 昭和29年10月1日 尾花沢町             | 昭和34年4月10日 市制 尾花沢市 | 尾花沢市 |
| 鶴子村             | 鶴子村             | 鶴子村              | 常盤村                     | 常盤村                        | 昭和29年10月1日 尾花沢町             | 昭和29年10月1日 尾花沢町             | 昭和34年4月10日 市制 尾花沢市 | 尾花沢市 |
| 六沢村             | 六沢村             | 六沢村              | 常盤村                     | 常盤村                        | 昭和29年10月1日 尾花沢町             | 昭和29年10月1日 尾花沢町             | 昭和34年4月10日 市制 尾花沢市 | 尾花沢市 |
| 東根村             | 東根村             | 明治20年 東根村     | 東根村                     | 明治29年6月 町制 東根町       | 昭和29年8月1日 東根町                | 昭和29年8月1日 東根町                | 昭和33年11月3日 市制 東根市   | 東根市   |
| 小林新田           |                    | 明治20年 東根村     | 東根村                     | 明治29年6月 町制 東根町       | 昭和29年8月1日 東根町                | 昭和29年8月1日 東根町                | 昭和33年11月3日 市制 東根市   | 東根市   |
| 原方村             |                    | 明治20年 東根村     | 東根村                     | 明治29年6月 町制 東根町       | 昭和29年8月1日 東根町                | 昭和29年8月1日 東根町                | 昭和33年11月3日 市制 東根市   | 東根市   |
| 宮崎村             |                    | 明治20年 東根村     | 東根村                     | 明治29年6月 町制 東根町       | 昭和29年8月1日 東根町                | 昭和29年8月1日 東根町                | 昭和33年11月3日 市制 東根市   | 東根市   |
| 六田村             | 六田村             | 六田村              | 東根村                     | 明治29年6月 町制 東根町       | 昭和29年8月1日 東根町                | 昭和29年8月1日 東根町                | 昭和33年11月3日 市制 東根市   | 東根市   |
| 神町村             | 神町村             | 神町村              | 東根村                     | 明治29年6月 町制 東根町       | 昭和29年8月1日 東根町                | 昭和29年8月1日 東根町                | 昭和33年11月3日 市制 東根市   | 東根市   |
| 板垣新田           | 板垣新田           | 板垣新田            | 東根村                     | 明治29年6月 町制 東根町       | 昭和29年8月1日 東根町                | 昭和29年8月1日 東根町                | 昭和33年11月3日 市制 東根市   | 東根市   |
| 中島新田           | 中島新田           | 中島新田            | 東根村                     | 明治29年6月 町制 東根町       | 昭和29年8月1日 東根町                | 昭和29年8月1日 東根町                | 昭和33年11月3日 市制 東根市   | 東根市   |
| 大林新田           | 大林新田           | 大林新田            | 東根村                     | 明治29年6月 町制 東根町       | 昭和29年8月1日 東根町                | 昭和29年8月1日 東根町                | 昭和33年11月3日 市制 東根市   | 東根市   |
| 野川村             | 野川村             | 野川村              | 東郷村                     | 東郷村                        | 昭和29年8月1日 東根町                | 昭和29年8月1日 東根町                | 昭和33年11月3日 市制 東根市   | 東根市   |
| 沼沢村             | 沼沢村             | 沼沢村              | 東郷村                     | 東郷村                        | 昭和29年8月1日 東根町                | 昭和29年8月1日 東根町                | 昭和33年11月3日 市制 東根市   | 東根市   |
| 猪野沢村           | 猪野沢村           | 猪野沢村            | 東郷村                     | 東郷村                        | 昭和29年8月1日 東根町                | 昭和29年8月1日 東根町                | 昭和33年11月3日 市制 東根市   | 東根市   |
| 沢渡村             | 沢渡村             | 明治13年 白水村     | 東郷村                     | 東郷村                        | 昭和29年8月1日 東根町                | 昭和29年8月1日 東根町                | 昭和33年11月3日 市制 東根市   | 東根市   |
| 後沢村             |                    | 明治13年 白水村     | 東郷村                     | 東郷村                        | 昭和29年8月1日 東根町                | 昭和29年8月1日 東根町                | 昭和33年11月3日 市制 東根市   | 東根市   |
| 万善寺村           | 万善寺村           | 万善寺村            | 東郷村                     | 東郷村                        | 昭和29年8月1日 東根町                | 昭和29年8月1日 東根町                | 昭和33年11月3日 市制 東根市   | 東根市   |
| 太田新田           | 太田新田           | 太田新田            | 東郷村                     | 東郷村                        | 昭和29年8月1日 東根町                | 昭和29年8月1日 東根町                | 昭和33年11月3日 市制 東根市   | 東根市   |
| 幾右衛門新田       | 幾右衛門新田       | 幾右衛門新田        | 東郷村                     | 東郷村                        | 昭和29年8月1日 東根町                | 昭和29年8月1日 東根町                | 昭和33年11月3日 市制 東根市   | 東根市   |
| 観音寺村           | 観音寺村           | 観音寺村            | 高崎村                     | 高崎村                        | 昭和29年8月1日 東根町                | 昭和29年8月1日 東根町                | 昭和33年11月3日 市制 東根市   | 東根市   |
| 関山村             | 関山村             | 関山村              | 高崎村                     | 高崎村                        | 昭和29年8月1日 東根町                | 昭和29年8月1日 東根町                | 昭和33年11月3日 市制 東根市   | 東根市   |
| 名和新田           | 名和新田           | 名和新田            | 高崎村                     | 高崎村                        | 昭和29年8月1日 東根町                | 昭和29年8月1日 東根町                | 昭和33年11月3日 市制 東根市   | 東根市   |
| 大江新田           | 大江新田           | 大江新田            | 高崎村                     | 高崎村                        | 昭和29年8月1日 東根町                | 昭和29年8月1日 東根町                | 昭和33年11月3日 市制 東根市   | 東根市   |
| 羽入村             | 羽入村             | 羽入村              | 大富村                     | 大富村                        | 昭和29年8月1日 東根町                | 昭和29年8月1日 東根町                | 昭和33年11月3日 市制 東根市   | 東根市   |
| 荷口村             | 荷口村             | 荷口村              | 大富村                     | 大富村                        | 昭和29年8月1日 東根町                | 昭和29年8月1日 東根町                | 昭和33年11月3日 市制 東根市   | 東根市   |
| 藤助新田           | 藤助新田           | 藤助新田            | 大富村                     | 大富村                        | 昭和29年8月1日 東根町                | 昭和29年8月1日 東根町                | 昭和33年11月3日 市制 東根市   | 東根市   |
| 蟹沢村             | 蟹沢村             | 蟹沢村              | 小田島村                   | 小田島村                      | 昭和29年8月1日 東根町                | 昭和29年8月1日 東根町                | 昭和33年11月3日 市制 東根市   | 東根市   |
| 野田村             | 野田村             | 野田村              | 小田島村                   | 小田島村                      | 昭和29年8月1日 東根町                | 昭和29年8月1日 東根町                | 昭和33年11月3日 市制 東根市   | 東根市   |
| 郡山村             | 郡山村             | 郡山村              | 小田島村                   | 小田島村                      | 昭和29年8月1日 東根町                | 昭和29年8月1日 東根町                | 昭和33年11月3日 市制 東根市   | 東根市   |
| 島大堀村           | 島大堀村           | 島大堀村            | 小田島村                   | 小田島村                      | 昭和29年8月1日 東根町                | 昭和29年8月1日 東根町                | 昭和33年11月3日 市制 東根市   | 東根市   |
| 長瀞村             | 長瀞村             | 長瀞村              | 長瀞村                     | 長瀞村                        | 昭和29年8月1日 東根町                | 昭和29年8月1日 東根町                | 昭和33年11月3日 市制 東根市   | 東根市   |
| 松沢村             | 松沢村             | 松沢村              | 長瀞村                     | 長瀞村                        | 昭和29年8月1日 東根町                | 昭和29年8月1日 東根町                | 昭和33年11月3日 市制 東根市   | 東根市   |
| 伝兵衛長右衛門新田 | 伝兵衛長右衛門新田 | 伝兵衛長右衛門新田  | 長瀞村                     | 長瀞村                        | 昭和29年8月1日 東根町                | 昭和29年8月1日 東根町                | 昭和33年11月3日 市制 東根市   | 東根市   |
| 田麦野村           | 田麦野村           | 田麦野村            | 田麦野村                   | 田麦野村                      | 昭和29年10月1日 東村山郡天童町の一部 | 昭和29年10月1日 東村山郡天童町の一部 | 昭和33年10月1日 市制 天童市   | 天童市   |
| 山口村             | 山口村             | 山口村              | 山口村                     | 山口村                        | 昭和29年10月1日 東村山郡天童町の一部 | 昭和29年10月1日 東村山郡天童町の一部 | 昭和33年10月1日 市制 天童市   | 天童市   |
| 河原子村           | 河原子村           | 河原子村            | 山口村                     | 山口村                        | 昭和29年10月1日 東村山郡天童町の一部 | 昭和29年10月1日 東村山郡天童町の一部 | 昭和33年10月1日 市制 天童市   | 天童市   |
| 道満村             | 道満村             | 道満村              | 山口村                     | 山口村                        | 昭和29年10月1日 東村山郡天童町の一部 | 昭和29年10月1日 東村山郡天童町の一部 | 昭和33年10月1日 市制 天童市   | 天童市   |
| 乱川村             | 乱川村             | 乱川村              | 山口村                     | 山口村                        | 昭和29年10月1日 東村山郡天童町の一部 | 昭和29年10月1日 東村山郡天童町の一部 | 昭和33年10月1日 市制 天童市   | 天童市   |

## 行政
歴代郡長
| 代 | 氏名 | 就任年月日                | 退任年月日                | 備考                   |
| -- | ---- | ------------------------- | ------------------------- | ---------------------- |
| 1  |      | 明治11年（1878年）11月1日 |                           |                        |
|    |      |                           | 大正15年（1926年）6月30日 | 郡役所廃止により、廃官 |

## 関連文献
- 五十嵐清蔵 編『北村山郡史. 上巻』北村山郡、1923年。NDLJP:978629。
- 五十嵐清蔵 編『北村山郡史. 下巻』北村山郡、1923年。NDLJP:1939737。